# TT ETi
De ETi 400 als ME 01 ook wel Minuetto genoemd is een driedelig elektrisch smalspoor treinstel met lagevloerdeel voor het regionaal personenvervoer van de Trentino Trasporti Spa (TT).

## Geschiedenis
De trein, ontworpen door Giugiaro, werd gebouwd door Alstom in haar Italiaanse fabrieken ex Fiat Ferroviaria, Savigliano en Sesto San Giovanni. De Minuetto is gebaseerd op modulaire systeem LINT, een patent van het  Franse bedrijf Alstom. De treinen vervangen de oudere treinen.

## Constructie en techniek
Het treinstel is opgebouwd uit een aluminium frame met een frontdeel van GVK. Het treinstel heeft een lagevloerdeel. Deze treinstellen kunnen tot drie stuks gecombineerd rijden. De treinstellen zijn uitgerust met luchtvering.

## Treindiensten
De treinen worden door Trentino Trasporti Spa op het volgende traject ingezet.
- Trento - Malè - Marilleva